# Wij, Heren van Zichem
Wij, Heren van Zichem was een Vlaamse televisieserie, uitgezonden tussen 1969 en 1971 (26 afleveringen), geregisseerd door Maurits Balfoort. De opnames vonden gedeeltelijk plaats in Zichem en de nabije omgeving.
Het scenario was gebaseerd op een samensmelting van verschillende verhalen van Ernest Claes, zoals De Witte, Het leven van Herman Coene en Het Kosthuis Fien Jansens. De serie is verscheidene malen door de BRT uitgezonden en was vanaf 12 mei 1970 ook (ondertiteld) op de Nederlandse televisie bij de KRO te zien.
Destijds was het een van de populairste televisiereeksen in Vlaanderen, en won in 1971 Humo's Prijs van de Kijker.

## Rolverdeling
| Acteur               | Personage                                                  | Episodes | Opmerkingen |
| -------------------- | ---------------------------------------------------------- | -------- | --- |
| Luc Philips          | Pastoor Joannes Munte                                      | 26       | Munte was een echt bestaande figuur, geboren Dominicus Minten 1830-1899, pastoor van Zichem van 1877 tot 1897. |
| Robert Marcel        | Jozef 'Jef de smid' Swinkels                               | 26       | Gebaseerd op het boek Onze Smid uit 1928. |
| Dora Van Der Groen   | Melanie Swinkels-Otten / Vrouw Eugenie 'Nieke' Coene-Otten | 26       | Dubbelrol |
| Fons Exelmans        | Lewie 'wittekop' Claes                                     | 25       | Gebaseerd op het personage uit De Witte, deels een autobiografisch personage van Ernest Claes. |
| Martha Dewachter     | Rozelien                                                   | 23       | |
| Jo De Meyere         | Herman Coene                                               | 21       | |
| Jenny Van Santvoort  | Clementine Taels                                           | 20       | |
| Bob Storm            | Peter Coene                                                | 19       | |
| Jacky Morel          | Fons Coene                                                 | 15       | |
| Bernard Verheyden    | Joseph 'Sepke' Claes                                       | 14       | |
| Denise Zimmerman     | Elizabeth 'Elza' van Berckelaer                            | 11       | |
| Ann Petersen         | Delphine 'Fien' Janssens                                   | 10       | |
| Els Cornelissen      | Fieneke Steurs                                             | 10       | |
| Walter Moeremans     | Frans Hofkens                                              | 10       | |
| Hans De Weirdt       | Hein Claes                                                 | 10       | |
| Greta Verniers       | Elizabeth 'Liza' Claes                                     | 9        | |
| Roger Bolders        | Stanislas 'Niske van de smid' Swinkeks                     | 9        | |
| Maurits Goossens     | Koster Fideel                                              | 9        | |
| Ray Verhaeghe        | Geert Boonejan                                             | 9        | |
| Frans Van den Brande | Maurice 'Meneerke' Parmentier                              | 9        | |
| Marilou Mermans      | Wieske Vos                                                 | 7        | |
| Walter Cornelis      | Ambrosius 'Broos' Aspeslagh                                | 7        | |
| Jenny Tanghe         | Moeder 'Cent' Hyacinth                                     | 6        | |
| Marie-Louise Conings | Theresia 'Trees van Mette's' Claes                         | 6        | Gebaseerd op Maria Theresia Lemmens, de moeder van Ernest Claes. |
| Jan Muës             | Peerke Grüne                                               | 6        | |
| Claudia Calberson    | Emma Beuckelaers                                           | 6        | |
| Miel Vanattenhoven   | Victalis Van Gille                                         | 6        | |
| Michel Vanattenhoven | Schoolmeester Baekelandt                                   | 6        | |
| Marc Decorte         | Pol Taels                                                  | 6        | |
| Annie Van Lier       | Marieke van de koster                                      | 5        | |
| Lou De Vel           | Sus van Truyen                                             | 5        | |
| Piet Bergers         | Dokter Volders                                             | 5        | |
| Jo Crab              | Angelien van de koster                                     | 5        | |
| René Peeters         | Jozef 'Mette' Claes                                        | 4        | Gebaseerd op Petrus Josephus Claes, de vader van Ernest Claes. |
| Jan Reusens          | Bet Kek                                                    | 4        | |
| Lode Van Beek        | Dries Van den Heul                                         | 4        | |
| Frans De Boeck       | Miel Van den Buskop                                        | 4        | |
| Marcel Meeus         | Baron Luc van Berckelaer                                   | 3        | |
| Diane de Ghouy       | Barones Hedwige van Berckelaer                             | 3        | |
| Jacques Aubertin     | Notaris Dutry                                              | 3        | |
| Rita Lommée          | Gabrielle Verbeeck                                         | 3        | |
| Frans Maas           | Jan Haesaerts                                              | 3        | |
| Lia Lee              | Zelia                                                      | 3        | |
| Carlos Van Lanckere  | Pover                                                      | 3        | |
| Jeanine Schevernels  | Tilleke Savooi                                             | 3        | |
| Danny Van Kerckhove  | Nand                                                       | 3        | |
| Toon Baraitre        | Rist                                                       | 3        | |
| Robert Bernaerd      | Jesper                                                     | 3        | |
| Bert Champagne       | War                                                        | 3        | |
| Magda Verbist        | Pauline Volders                                            | 3        | |
| Gaston Vandermeulen  | Joannes 'Wannes' Raps                                      | 2        | Wannes Raps was een echt bestaande figuur, die als landloper leefde in de streek rond Diest, Averbode en Zichem, waar hij een soort dagloner was. Hij stond in die streken bekend voor zijn verhalen over spoken, geesten en dwaallichten, vaak in de vorm van liederen, en voor zijn 'peerdenpaternoster' die beschermend zou werken. Hij stierf te Diest in de nacht van 9 op 10 oktober 1899. |
| Jo De Caluwé         | Fred, de rooie                                             | 2        | |
| Nady Hiroux          | Madame Cleenmans                                           | 2        | |
| Norbert Mues         | Gust van Sus van Truyen                                    | 2        | |
| Lea Van der Aa       | Bertha 'Bette' Savooi                                      | 2        | |
| Walter Rits          | Seppe Landuyt                                              | 2        | |
| Johan Van der Bracht | E.H. Laurent                                               | 2        | |
| Willy De Swaef       | E.H. Depuydt                                               | 2        | |
| Johny Voners         | Kippe                                                      | 1        | |
| Gerda Marchand       | Lucieke                                                    | 1        | |
| Jan Decleir          | Stegger                                                    | 1        | |
| Rita Smets           | Nette                                                      | 1        | |
| Bert André           | Hilaire, waard in Leuven                                   | ?        | Deze rol werd niet vermeld in de aftiteling. |
| Chris Boni           | Germaine, waardin in Leuven                                | ?        | Deze rol werd niet vermeld in de aftiteling. |
| Sjarel Branckaerts   | Cyriel                                                     | ?        | Deze rol werd niet vermeld in de aftiteling. |

## Afleveringen

### Seizoen 1
| Nr. | Aflevering | Titel                                             | Uitzenddatum     |  |
| --- | ---------- | ------------------------------------------------- | ---------------- |  |
| 1 | 1          | Hoctus Boctus, een kalversteert die gekrokt is    | 18 januari 1969  |  |
| Fons Coene kan zijn vader, de rijke herenboer van de Donkelhoeve, niet overtuigen van zijn liefde voor Marieke, de dochter van de koster. Wannes Raps kan ook al niet op de goedkeuring van boer Coene rekenen. De dagloner wordt maar matig betaald voor zijn laatste werk. Wannes Raps gaat eerst langs bij Lewie van Mette, en daarna in een café aan de rand van Zichem. Daar valt Broos de stroper binnen, lijkbleek omdat hij een spook gezien heeft. Hij heeft in zijn vlucht zijn geweer laten vallen, maar durft het niet terug te halen. Wannes Raps is minder bang uitgevallen en zegt Broos dat hij zijn geweer wel zal gaan zoeken. En ineens kan hij dan het geschoten konijn meenemen. Maar in plaats van een konijn vindt Wannes de veldwachter en de boswachter die hem arresteren. Jef de smid vrolijkt zijn dagen op met de mensen te plagen. Zowel Lewie van Mette als juffrouw Emma Beuckelaers, de catechismuslerares, zijn mikpunt van zijn spot. Maar Jef heeft wel een goed hart. Hij vangt Wannes Raps op in zijn café als die pas is vrijgekomen. |            |                                                   |                  |  |
| 2 | 2          | Ik gaf den duvel mijne koek weerom                | 25 januari 1969  |  |
| Fons probeert Marieke nog altijd te overtuigen om voor hem te kiezen. Maar zij denkt eraan om in het klooster in te treden. Wannes heeft onderdak gevonden bij de familie van Lewie ('De Witte'). Hij krijgt berouw over zijn miserabel leven en denkt eraan om terug naar Diest te gaan, om te biechten bij pater Bernardus. Hij blijft slapen bij de familie van Lewie en staat ’s anderendaags vroeg op. Maar ver geraakt hij niet. Langs de weg sterft hij. Pastoor Munte krijgt te horen dat Lewie, een van zijn misdienaars, geregeld beroep doet op moeder Cent, die aan de kant staat van de liberalen van het dorp. Daar is de pastoor niet zo gelukkig mee. Herman Coene is de tweede zoon van de herenboer Coene. De Donkelhoeve zal echter naar zijn oudere broer, Fons, gaan. Herman wordt aangespoord om na zijn studies het priesterkleed aan te trekken. Voor Broos is de dood van Wannes Raps in feite een meevaller. Wannes werd immers verdacht van de stroperijen en gezien de verdachte dood is, wordt het onderzoek stopgezet. Maar daarmee zijn de zorgen van Broos niet voorbij. Hij moet hertrouwen met Bette Savooi die een kind van hem verwacht. En Bette is niet echt een goede keus, volgens veel Zichemnaren. Wannes Raps krijgt een plechtige begrafenis geregeld door pastoor Munte. Maar de pastoorsmeid Roselien is het daar niet mee eens. De pastoor komt onderweg een stel spelende kinderen tegen die vechten om een broek. Die broek hebben ze afgenomen van een dronkaard, Dries, die de geboorte van zijn zevende kind viert. De pastoor vindt hem al dansend zonder broek in het café van Jef de smid en spelt hem de les. |            |                                                   |                  |  |
| 3 | 3          | 't Wierd gezeid dat Munte groot was               | 1 februari 1969  |  |
| Lewie neemt Gust van Sus van Truyen mee naar de kerk. Hij hoopt hem zo te overhalen om ook zijn communie te doen. Maar de vragen van pastoor Munte brengen al snel aan het licht dat Gust een regelrechte goddeloze is. Pastoor Munte gaat vragen voor uitstel van betaling voor een pachter van boer Coene. Tijdens de discussie gaat het ook over de wrok die boer Coene koestert tegenover “die van het kasteel”. De barones maakte veel schulden en moest lenen bij boer Coene. De baron kon enkel zijn schulden afkopen met grond waardoor de Donkelhoeve hoe langer hoe meer landerijen kreeg. Broos wil langs bij pastoor Munte om hem te melden dat hij gaat hertrouwen met Bette Savooi. Maar gezien Bette niet echt een goede reputatie heeft, vraagt hij Niske, zoon van Jef de smid, om mee te gaan naar de pastoor. Lewie trekt ten strijde tegen het ongeloof en hij slaagt erin Gust te bekeren. Hij stelt de heiligen van Zichem aan hem voor en neemt hem mee naar de catechismusles. Dries van den Heul houdt zijn zevende kind ten doop en Broos staat op trouwen. Pastoor Munte heeft een lang gesprek met boer Coene en we komen heel wat te weten over de Heren van Zichem. |            |                                                   |                  |  |
| 4 | 4          | Ik dobbelde mee, en won er zeven ton schulden mee | 8 februari 1969  |  |
| In deze aflevering zingt Pastoor Munte de lof van het Demerland en zijn bewoners. Maar nu Boer Coene op het punt staat de hand te leggen op het laatste stuk grond van het Wazinghuis, acht de herder het ogenblik gekomen om een bezoek te brengen aan de sinistere oude baron van Berckelaer. Lewie mag ondertussen de werkkamer van de pastoor opruimen, maar de bekoring bekruipt hem en hij steelt drie sigaartjes. Gelukkig hoeft wie van zijn pastoor steelt, niet uit de biecht te klappen om het weer goed te maken. |            |                                                   |                  |  |
| 5 | 5          | Ik zal daar een poepeke heel sarmant              | 15 februari 1969 |  |
| Pastoor Munte ijvert ervoor om de jonge baron uit Kongo te doen terugkomen om het vervallen goed van het Waringhuis te redden. Dat dwarsboomt de plannen van boer Coene. In de kleuterschool heeft Pastoor Munte een ontmoeting met de "liberale" Moeder Cent. Ze houden er zeer verschillende ideeën op na over de politiek en de vooruitgang. Ondertussen bereidt Zichem zich voor op de komende verkiezingen. Zal Jef de smid in het Konsel de arbeidende klasse komen vertegenwoordigen? Of zal de pastoor ook daarvoor een stokje steken? |            |                                                   |                  |  |
| 6 | 6          | Jan Smed, het zal zijn broek wel varen            | 22 februari 1969 |  |
| Fons Coene probeert Marieke nog eens te overhalen om met hem te trouwen. Hij behaalt één overwinning: ze gaat mee naar het bal van de burgemeester. Sepke is ook door de angel van de liefde gestoken, maar zijn vrijage met Wieske loopt al evenmin van een leien dakje. Het bal is voor jong en oud een grote gebeurtenis. Vooral voor Niske van de smid, die er een verstrekkend besluit neemt. |            |                                                   |                  |  |
| 7 | 7          | Vloeken doet 'm sterk... had ik het maar geweten  | 1 maart 1969     |  |
| Jef de smid is verkozen tot gemeenteraadslid. Lewie leert de papegaai van juffrouw Beukelaers vloeken. Pastoor Munte meent dat het beest wegens zijn aanstootgevende taal verwijderd moet worden. Dokter Volders heeft een lang gesprek met Meneerke Parmentier, die hij samen met juffrouw Beukelaers in het huwelijksbootje wil doen stappen. Maar Clementine bekijkt dergelijke huwelijksplannen met een zeer kwaad oog. Ondertussen is Jef de smid aan het stoken gegaan onder de kerkzangers. Hij heeft ze zover gekregen dat ze met staking dreigen, indien de kerkfabriek hun geen jaarlijks soupeetje toekent. |            |                                                   |                  |  |
| 8 | 8          | Ba, ja ik, zei da kwezelke                        | 8 maart 1969     |  |
| Lewie heeft beer in de kelder van meester Baekelandt gestort. Wanneer hij de volgende dag naar school vertrekt, verwacht hij een pak slaag. Maar hij heeft voorzorgen genomen en hooi in zijn broek gestopt. De meester laat zich daar echter niet aan vangen. Pastoor Munte gaat op verzoek van Meneerke Parmentier bij juffrouw Beuckelaers polsen over een mogelijk huwelijk. Het antwoord van de juffrouw is positief, maar daar is Clementine de meid niet opgezet mee. Inmiddels stelt de koster alles in het werk om de kerkzangers van hun stakingsdreiging te doen afzien. |            |                                                   |                  |  |
| 9 | 9          | Haat, kwaad, kwelliaat                            | 15 maart 1969    |  |
| Met lood in de benen gaat Meneerke Parmentier zijn aanzoek doen bij juffrouw Beuckelaers. Het gesprek komt maar moeilijk op gang, maar het komt toch tot een huwelijk, al bijt Clementine zich op de lippen van spijt. Niet enkel de liefde ontbreekt op de plechtigheid, de kerkzangers hebben hun staking doorgezet. Lewie begint ernstig met zijn ogen te sukkelen, maar een dokter komt er natuurlijk niet aan te pas. De jonge baron van Berckelaer eist Wazinghuis op. |            |                                                   |                  |  |
| 10 | 10         | O,vader zit bij mij neder                         | 22 maart 1969    |  |
| Het wordt alsmaar erger met de ogen van Lewie. Hij dreigt blind te worden. En dat nu hij zijn communie gaat doen. Melanie zorgt ervoor dat de dokter hem eens onder handen neemt. De gezondheid van Vader Mette gaat eveneens met de dag achteruit. Voor Herman Coene wordt het een moeilijke keuze: Zal de glimlach van Juffrouw Elza van het kasteel hem weerhouden van het priesterschap? De enige liefde zonder problemen blijkt die van het vrolijke paar Wieske en Sep. |            |                                                   |                  |  |

### Seizoen 2
| Nr. | Aflevering | Titel                                                          | Uitzenddatum     |  |
| --- | ---------- | -------------------------------------------------------------- | ---------------- |  |
| 1 | 11         | Hij maakte veel misbaar toen hij vertrekken moest              | 18 januari 1970  |  |
| Na het communiefeest gaat Lewie op de Donkelhoeve werken. Herman Coene neemt afscheid van zijn ouders en gaat aan het college van Herentals studeren. Op de trein ontmoet hij Elza Van Berckelaer op wie hij nog steeds stiekem verliefd is. Tussen hen beiden komt het tot een eerste gesprek. Hij krijgt twijfels omtrent zijn roeping. We maken ook kennis met Fien, de kwezelachtige hospita van het kosthuis waar Herman zijn intrek heeft genomen samen met Raymond, het waaltje en Frans Hofkens. |            |                                                                |                  |  |
| 2 | 12         | Ontwaakt, verworpenen der aarde, ontwaak                       | 25 januari 1970  |  |
| Boer Coene betrapt een van zijn knechten op een fout. Hij gaat zo tegen hem te keer dat de arme drommel besluit in de hoogovens te gaan werken, bij de socialisten. Zo wordt men ook in Zichem gewaar dat de tijden aan het veranderen zijn. Het plan van Jef de smid om een eigen fanfare te stichten, begint vorm te krijgen. Het spreekt vanzelf dat een dergelijk fanfare zijn positie aanzienlijk zou versterken.Pastoor Munte gaat op ziekenbezoek bij Sus. |            |                                                                |                  |  |
| 3 | 13         | Wij zijn wedrom mannen bijeen                                  | 1 februari 1970  |  |
| Gekweld door de ellende die hij gezien heeft, neemt pastoor Munte het besluit geen wijn meer te drinken aan tafel. Jef de smid en Pol Taels daarentegen, hebben zich moed ingedronken om bij Munte de zaak van de fanfare te gaan bepleiten. Aanvankelijk heeft de pastoor morele en andere bezwaren, maar hij is voor het plan gewonnen als hij verneemt dat de fanfare "De Sint-Jansvrienden" zal heten. In 't konsel wordt het een hardere noot om kraken. Jef begint moedig aan zijn dagenlang voorbereide speech, maar verder dan een zin komt hij niet.                                                       |            |                                                                |                  |  |
| 4 | 14         | Kunst verheft, maar 't geld gebiedt                            | 8 februari 1970  |  |
| De fanfare zorgt voor een ware euforie bij de Zichemse mannen. De vrouwen zijn minder enthousiast, maar dat valt best te begrijpen. Miel Buskop, de volleerde muzikant, wordt de held van de dag. Lewie ontmoet een schilder en stelt zijn eigen talent op de proef. Zou het een toeval zijn dat in de klas van meester Baekelandt nu ook plots muziekles gegeven wordt? In Herentals tracht Fien Janssens haar studenten te behoeden voor vrouwelijke verleiding en in Zichem wordt het misschien iets tussen Fons en Liza van Mette.                                                                              |            |                                                                |                  |  |
| 5 | 15         | Het Vlaamsche heir staat pal, immer pal                        | 15 februari 1970 |  |
| Meester Baekelandt leert zijn bengels het vaderlands lied aan. Lewie krijgt straf en wordt in het rommelkamertje opgesloten. Daar ontdekt hij "De Leeuw van Vlaanderen" van Hendrik Conscience. Hij verslindt het boek en met zijn kameraden speelt hij de slag der guldensporen na. Sep gaat met Wieske trouwen. Herman Coene zit te veel met Elza in zijn kop om goed te kunnen studeren. Als het buurmeisje Gabrielle ook nog een oogje op hem laat vallen, wordt de keuze eens zo zwaar. Er is ook heel wat te doen om het 'signum' waarmee studenten gestraft worden die het gewaagd hadden Vlaams te spreken. |            |                                                                |                  |  |
| 6 | 16         | Ik ben getrouwd met mijnen dank, maar mijn leven duurt te lank | 22 februari 1970 |  |
| Broos heeft het niet getroffen met Bette Savooi, de dochter van 'Het slecht cafeeke' in Diest. Hij gaat zijn nood klagen bij Pastoor Munte, zegt dat hij zijn huis in brand gaat steken en zich zal ophangen. Pastoor Munte heeft al een beroep gedaan op Moeder Cent om zich te ontfermen over het kindje van Broos. Het noodlot slaat toe. Bette steekt de schuur in brand en weldra staat het hele huis in lichterlaaie. Jef de smid en Niske kunnen de schade beperken. |            |                                                                |                  |  |
| 7 | 17         | Hier is mijn tingeling                                         | 1 maart 1970     |  |
| De fanfare repeteert. Zelfs pastoor Munte en Moeder Cent spelen een deuntje mee. Op de Donkelhoeve is vrouw Coene beter geworden. Boer Coene leert Wieske kennen die na haar huwelijk met Sep op de boerderij zal komen wonen. Niske heeft trouwplannen met Pauline, een pront meisje uit de stad. Intussen maken de muzikanten grote vorderingen. Voor de processie van komende zondag studeren zij "waar kunnen wij nog beter zijn" in. |            |                                                                |                  |  |
| 8 | 18         | Als ge slaapt, droomt ge dan van mij                           | 8 maart 1970     |  |
| In de steenovens zijn de socialisten in staking gegaan. Pastoor Munte is boos als hij verneemt dat er onder zijn parochianen ook socialisten zijn. Ontmoedigd vertelt hij dat aan de verbolgen Rozalien. Bij Jef de smid blijkt schoondochter Pauline de touwtjes stevig in handen te houden. De Witte laat zijn haar knippen bij Geert Boonejan. Intussen komt aan het licht dat Liza, pas een maand met Geert getrouwd, een verhouding heeft met een kunstschilder. |            |                                                                |                  |  |
| 9 | 19         | Och moeder geef me dat consent                                 | 15 maart 1970    |  |
| Mevrouw de barones komt de zieke vrouw Coene opzoeken. Met Pauline van Niske is er een verstandige geëmancipeerde vrouw in het dorp gekomen. In de huiskring van Jef de smid geeft dat heel wat moeilijkheden. Herman Coene verlaat het kosthuis om zijn zieke moeder te bezoeken. Meteen flakkert zijn liefde voor de dochter van het Wazinghuis weer op. Hij heeft een lang gesprek met pastoor Munte en neemt een belangrijke beslissing. |            |                                                                |                  |  |
| 10 | 20         | Gekwetst ben ik van binnen                                     | 22 maart 1970    |  |
| De baron koopt grond, tot grote woede van Boer Coene. Tot overmaat van ramp verneemt Coene dat zijn zoon Herman een oogje op Elza Van Berckelaer heeft laten vallen. Melanie van de smid, die altijd de gezondheid zelve is geweest, wordt plots ernstig ziek. Lewie gaat in de drukkerij van Averbode werken. Zijn zuster Liza is er met de schilder vandoor. Herman geeft zijn eerste zoen. Voor hij afscheid neemt van Herentals, zet hij nog een flamingantische manifestatie op touw, die veel stof doet opwaaien.                                                                                             |            |                                                                |                  |  |

### Seizoen 3
| Nr. | Aflevering | Titel                                                          | Uitzenddatum     |  |
| --- | ---------- | -------------------------------------------------------------- | ---------------- |  |
| 1 | 21         | O Heldentolk, o reuzenvolk, o pracht en macht                  | 31 januari 1971  |  |
| Als Herman van zijn flamingantisch avontuur terugkomt, durft hij zich haast niet aan zijn vader te vertonen. Pastoor Munte en Moeder Cent worden ingezet. Vrouw Coene, die gelukkig weer beter is geworden, weet het zo te regelen dat Herman naar Leuven mag om zijn studies aan de universiteit verder te zetten. In Leuven maakt hij kennis met de Rooie, een eeuwige student, die hem aan een kot helpt en hem inwijdt in het studentenleven.                                                                   |            |                                                                |                  |  |
| 2 | 22         | Sy conden byeen niet komen                                     | 14 februari 1971 |  |
| De liefde van Herman en Elza is opengebloeid. Als Luc Van Berckelaer bemerkt dat het haar ernst is, besluit hij met de stugge broer Coene te gaan praten. Maar boer Coene blijft onverzoenlijker dan ooit. De baron stelt voor dat Elza op reis zou gaan en de tijd zijn werk te laten doen. Pastoor Munte besluit tot een expeditie naar Antwerpen met het doel Liza weer met haar Geert en haar leven in Zichem te verzoenen. Maar Liza is Niske niet...                                                          |            |                                                                |                  |  |
| 3 | 23         | Vivent les étudiants, ma mère                                  | 28 februari 1971 |  |
| Lewie heeft in de abdij van Averbode een tweede familie gevonden. In de schaduw van de abdij beleeft de wittekop zijn eerste kennismaking met het schone geslacht. Elza is gaan studeren aan het Mozarteum te Salzburg en de verwijdering valt Herman erg zwaar. In de rumoerige studentencafés kan hij geen vergetelheid vinden. En dan is er in Zichem ook iets gebeurd: Bet Kek heeft in een dronken bui een pint op Dries van den Heul zijn kop stukgeslagen. Er komt een proces van ...                        |            |                                                                |                  |  |
| 4 | 24         | Waarom moest gij de wereld toch afgaan                         | 14 maart 1971    |  |
| Meneerke Parmentier voelt zijn einde naderen en maakt zijn testament op. Clementines hart is vol verwachting. Herman en Elza schrijven elkaar brieven, maar de afstand weegt Herman zwaar. In zijn hunkering naar een warme aanwezigheid gaan zijn gedachten uit naar Gabrielle en zoekt hij troost bij andere meisjes. En terwijl Herman in Leuven van het rechte pad afwijkt, volstrekt zich in Zichem een tragedie met verstrekkende gevolgen.                                                                   |            |                                                                |                  |  |
| 5 | 25         | Heb ik geen recht, ik heb geen land                            | 28 maart 1971    |  |
| Na de dood van Meneerke Parmentier wacht Clementine een enorme ontgoocheling. Het verlies van zijn oudste zoon maakt van Boer Coene een wrak. Herman weigert zijn studies stop te zetten om op de hoeve te komen werken. Met privélessen tracht hij aan het nodige geld te komen. Hij twijfelt aan de trouw van zijn geliefde. Herman wordt met de dag actiever in het woelige, flamingantische studentenleven. Vanwege een artikel in “Ons Leven” wordt hij van de cursussen uitgesloten.                          |            |                                                                |                  |  |
| 6 | 26         | Adieu, eer ick van hier weggae, adieu myn Sichem weer geprezen | 11 april 1971    |  |
| Pastoor Munte geeft een afscheidsmaal aan de socialisten en de ketters van het dorp. Broos, net terug uit de gevangenis, is ook van de partij. Herman beleeft een onverwacht weerzien met Elza. Overtuigd dat zij hem niet trouw is gebleven, raakt hij overstuur en ernstig ziek. Als hij weer beter is, gaat hij naar zee om de vurige Gabrielle op te zoeken. Maar ook daar gaat hij op de vlucht. Boer Coene is er erg aan toe, maar het komt wel tot een verzoening met zijn zoon. Elza komt naar de hoeve ... |            |                                                                |                  |  |

## Trivia
- In het Neroalbum "Magelaan 2" (1971) verklaart Meneer Pheip dat hij liever naar de televisiereeks "Messieurs de Zichem" wil kijken dan naar een documentaire over Magelaan.
- In het Neroalbum "Zongo in de Kongo" (1971) door Marc Sleen blijkt Zongo, de Masaïtoverdokter, midden in de jungle een televisie te hebben. In strook 54-55 zegt hij dat hij eerst naar "Wij Heren van Zichem" wil kijken.